# Мойсов, Светлана
Светлана Мойсов — биохимик югославского происхождения, доцент-исследователь Рокфеллеровского университета. Её исследования посвящены синтезу пептидов. Она открыла глюкагоноподобный пептид-1 и раскрыла его роль в метаболизме глюкозы и секреции инсулина. Её открытия были преобразованы компанией Novo Nordisk в терапевтические средства против диабета и ожирения. Член НАН США (2025). 

## Ранняя жизнь и образование
Мойсов родилась в Югославии и получила степень бакалавра физическая химия в Белграде. В 1972 году она поступила в аспирантуру Рокфеллеровского университета, где вместе с Робертом Брюсом Меррифилдом (Нобелевская премия по химии 1984 г.) работала над синтезом пептидов.

## Исследования и карьера
В 1980-х годах Мойсов перевелась в Массачусетскую больницу общего профиля, где её назначили заведующей отделением синтеза пептидов. Она прибыла в больницу вскоре после того, как Джоэл Хабенер клонировал проглюкагон, изучая удильщиков, найденных в Бостонской гавани. Мойсов работала над идентификацией глюкагоноподобного пептида-1 (GLP-1), гормона, вырабатываемого кишечником и запускающего высвобождение инсулина. Аминокислотная последовательность GLP-1 была похожа на ингибирующий желудочный пептид инкретин. Чтобы попытаться определить, является ли конкретный фрагмент GLP-1 инкретином, Мойсов создала антитело к инкретину и разработала способы отслеживания его присутствия. В частности, Мойсов определила, что участок из 31 аминокислоты в GLP-1 представляет собой инкретин. Вместе с Гордоном Вейром и Хабенером Мойсов показала, что небольшие количества синтезированного в лаборатории GLP-1 могут вызывать выброс инсулина.
В 1990-х годах Мойсов вернулась в Нью-Йорк, где вернулась в Рокфеллеровский университет и в лабораторию Ральфа М. Стайнмана (Нобелевская премия по физиологии и медицине 2011 г.). В 1992 году группа Массачусетской больницы общего профиля протестировала GLP-1 на людях. Компания Novo Nordisk разработала препараты, имитирующие действие GLP1, для лечения ожирения и диабета. В конце концов, производные GLP-1, синтезированные Мойсов, были запатентованы как пептиды, способные вызывать высвобождение инсулина, но единственным создателем был Хабенер. Мойсов боролась за включение её имени в патенты, и больница в итоге согласилась внести поправки в четыре патента, после чего Мойсов получила свою треть роялти за лекарства за год. Она продолжала отстаивать свои заслуги после того, как соавторы получили различные награды, поскольку новые версии GLP-1 были одобрены и стали популярными.
В 2023 году Мойсов вошла в список 10 людей года по версии журнала Nature.
Другие отличия:
- Премия Тан (2024)
- BBVA Foundation Frontiers of Knowledge Award (2024)
- Премия за прорыв в области медицины (2025)
- Warren Triennial Prize (2025)

## Избранные публикации
- Mojsov, S.; Merrifield, R. B. (1984-12). "An improved synthesis of crystalline mammalian glucagon". European Journal of Biochemistry. 145 (3): 601–605. doi:10.1111/j.1432-1033.1984.tb08599.x. ISSN 00142956.
- Mojsov S., Weir G. C., Habener J. F. Insulinotropin: glucagon-like peptide I (7-37) co-encoded in the glucagon gene is a potent stimulator of insulin release in the perfused rat pancreas (англ.) // Journal of Clinical Investigation / R. S. Ahima — American Society for Clinical Investigation, 1987. — Vol. 79, Iss. 2. — P. 616—619. — ISSN 0021-9738; 1558-8238 — doi:10.1172/JCI112855 — PMID:3543057
- Mojsov S., Heinrich G., Wilson I. B., Ravazzola M., Orci L., Habener J. F. Preproglucagon gene expression in pancreas and intestine diversifies at the level of post-translational processing (англ.) // Journal of Biological Chemistry / L. M. Gierasch — Baltimore: American Society for Biochemistry and Molecular Biology, 1986. — Vol. 261, Iss. 25. — P. 11880—11889. — ISSN 0021-9258; 1083-351X; 1067-8816 — doi:10.1016/S0021-9258(18)67324-7 — PMID:3528148
- Nathan, David M; Schreiber, Eric; Fogel, Howard; Mojsov, Svetlana; Habener, Joel F (1992-02-01). "Insulinotropic Action of Glucagonlike Peptide-I-(7–37) in Diabetic and Nondiabetic Subjects". Diabetes Care. 15 (2): 270–276. doi:10.2337/diacare.15.2.270. ISSN 01495992

## Личная жизнь
В аспирантуре Мойсов познакомилась со своим будущим мужем Мишелем К. Нуссенцвейгом.